# TOI-640
TOI-640 — двойная звезда в созвездии Голубя на расстоянии около 1102 световых лет (около 338 парсек) от Солнца. Видимая звёздная величина звезды — +10,51m. Возраст звезды определён как около 1,99 млрд лет.
Вокруг звезды обращается, как минимум, одна планета.

## Характеристики
Первый компонент — жёлто-белая звезда спектрального класса F5V. Масса — около 1,536 солнечной, радиус — около 2,082 солнечного, светимость — около 6,053 солнечной. Эффективная температура — около 6137 K.
Второй компонент — красный карлик спектрального класса M. Эффективная температура — около 3880 K. Удалён на 0,25 угловой секунды (в среднем около 85 а.е.).

## Планетная система
В 2021 году командой астрономов, работающих в рамках проекта TESS, было объявлено об открытии планеты TOI-640 b.